# Vitalija D'jačenko
Vitalija Anatol'jevna D'jačenko, accreditata dalla WTA con la traslitterazione anglosassone Vitalia Diatchenko (in russo Виталия Анатольевна Дьяченко?; Soči, 2 agosto 1990), è una tennista russa.

## Biografia
Allenata da Dmitry Degtyarev, è seguita anche dalla mamma, Victoria. Ha un fratello più giovane, Sergey, giocatore di hockey su ghiaccio. Pratica il tennis dall'età di 5 anni. Dal 2004 al 2006 è stata costretta all'inattività agonistica per via di un serio infortunio.
Nel 2011 ha vinto il suo primo torneo WTA nel doppio femminile, mentre nel 2014 si è aggiudicata il suo primo titolo WTA 125 in singolare. Il 2014 è stato anche l'anno in cui Vitalija ha ottenuto il suo best ranking in singolare (71ª posizione).

## Statistiche WTA

### Doppio

#### Vittorie (1)
| Legenda               | Legenda      |
| --------------------- | ------------ |
| Grande Slam (0)       |              |
| Ori Olimpici (0)      |              |
| WTA Finals (0)        |              |
| WTA Elite Trophy (0)  |              |
| Dal 2009 al 2020      | Dal 2021     |
| Premier Mandatory (0) | WTA 1000 (0) |
| Premier 5 (0)         | WTA 1000 (0) |
| Premier (0)           | WTA 500 (0)  |
| International (1)     | WTA 250 (0)  |

| N. | Data              | Torneo                  | Superficie | Compagna         | Avversarie in finale             | Punteggio |
| 1. | 17 settembre 2011 | Tashkent Open, Tashkent | Cemento    | Eléni Daniilídou | Ljudmyla Kičenok Nadežda Kičenok | 6-4, 6-3  |

#### Sconfitte (6)
| Legenda               | Legenda      |
| --------------------- | ------------ |
| Grande Slam (0)       |              |
| Ori Olimpici (0)      |              |
| WTA Finals (0)        |              |
| WTA Elite Trophy (0)  |              |
| Dal 2009 al 2020      | Dal 2021     |
| Premier Mandatory (0) | WTA 1000 (0) |
| Premier 5 (0)         | WTA 1000 (0) |
| Premier (0)           | WTA 500 (0)  |
| International (6)     | WTA 250 (0)  |

| N. | Data              | Torneo                       | Superficie    | Compagna             | Avversarie in finale                   | Punteggio           |
| 1. | 15 febbraio 2009  | Pattaya Open, Pattaya        | Cemento       | Julija Bejhel'zymer  | Tamarine Tanasugarn Jaroslava Švedova  | 3-6, 2-6            |
| 2. | 26 settembre 2009 | Tashkent Open, Tashkent      | Cemento       | Kacjaryna Dzehalevič | Vol'ha Havarcova Taccjana Pučak        | 2-6, 7-6(1), [8-10] |
| 3. | 8 maggio 2010     | Estoril Open, Oeiras         | Terra rossa   | Aurélie Védy         | Sorana Cîrstea Anabel Medina Garrigues | 1-6, 5-7            |
| 4. | 7 agosto 2010     | Danish Open, Copenaghen      | Sintetico (i) | Tat'jana Puček       | Julia Görges Anna-Lena Grönefeld       | 4-6, 4-6            |
| 5. | 17 gennaio 2015   | Hobart International, Hobart | Cemento       | Monica Niculescu     | Kiki Bertens Johanna Larsson           | 5-7, 3-6            |
| 6. | 2 agosto 2015     | Baku Cup, Baku               | Cemento       | Ol'ga Savčuk         | Margarita Gasparjan Aleksandra Panova  | 3-6, 5-7            |

## Circuito WTA 125

### Singolare

#### Vittorie (3)
| N. | Data             | Torneo                          | Superficie    | Avversaria in finale | Punteggio     |
| 1. | 9 novembre 2014  | Taipei Ladies Open, Taipei      | Sintetico (i) | Chan Yung-jan        | 1-6, 6-2, 6-4 |
| 2. | 17 novembre 2019 | Taipei Ladies Open, Taipei (2)  | Sintetico (i) | Tímea Babos          | 6-3, 6-2      |
| 3. | 12 dicembre 2021 | Open Angers Arena Loire, Angers | Cemento (i)   | Zhang Shuai          | 6-0, 6-4      |

### Doppio

#### Sconfitte (2)
| N. | Data           | Torneo              | Superficie | Compagna           | Avversarie in finale             | Punteggio |
| 1. | 19 giugno 2022 | Veneto Open, Gaiba  | Erba       | Oksana Kalašnikova | Madison Brengle Claire Liu       | 4-6, 3-6  |
| 2. | 14 giugno 2025 | Ilkley Open, Ilkley | Erba       | Eden Silva         | Isabelle Haverlag Simona Waltert | 1-6, 1-6  |

## Statistiche ITF

### Singolare

#### Vittorie (22)
| Torneo $100.000 (2) |
| Torneo $80.000 (0)  |
| Torneo $75.000 (1)  |
| Torneo $60.000 (3)  |
| Torneo $50.000 (2)  |
| Torneo $40.000 (1)  |
| Torneo $25.000 (11) |
| Torneo $15.000 (0)  |
| Torneo $10.000 (2)  |

| N.  | Data              | Torneo                                          | Superficie  | Avversaria in finale       | Punteggio          |
| 1.  | 11 novembre 2007  | AEGON Pro Series Redbridge, Redbridge           | Cemento (i) | Iveta Gerlová              | 6-4, 6-0           |
| 2.  | 20 dicembre 2008  | Al Habtoor Tennis Challenge, Dubai              | Cemento     | Urszula Radwańska          | 7-5, 2-6, 7-5      |
| 3.  | 29 marzo 2009     | Moscow Open, Mosca                              | Cemento (i) | Vesna Manasieva            | 2-6, 6-3, 4-1 rit. |
| 4.  | 18 luglio 2010    | Darmstadt Tennis International, Darmstadt       | Terra rossa | Julia Schruff              | 6-4, 5-7, 6-4      |
| 5.  | 30 luglio 2011    | President's Cup, Astana                         | Cemento     | Akgul Amanmuradova         | 6-4, 6-1           |
| 6.  | 21 dicembre 2013  | Ankara Cup, Ankara                              | Cemento (i) | Marta Sirotkina            | 6(3)-7, 6-4, 6-4   |
| 7.  | 16 marzo 2014     | Jolie Ville Golf Women's, Sharm el-Sheikh       | Cemento     | Naomi Broady               | 3-6, 6-4, 6-1      |
| 8.  | 27 luglio 2014    | President's Cup, Astana                         | Cemento     | Çağla Büyükakçay           | 6-4, 3-6, 6-2      |
| 9.  | 13 settembre 2014 | Summer Cup, Mosca                               | Terra rossa | Evgenija Rodina            | 6-3, 6-1           |
| 10. | 14 giugno 2015    | Surbiton Trophy, Surbiton                       | Erba        | Naomi Ōsaka                | 7-6(5), 6-0        |
| 11. | 12 agosto 2017    | AEGON Pro Series Chiswick, Chiswick             | Cemento     | Viktória Kužmová           | 6-3, 6-4           |
| 12. | 28 ottobre 2017   | Republican Girls, Istanbul                      | Cemento (i) | Jaqueline Cristian         | 6-3, 6-1           |
| 13. | 11 agosto 2018    | AEGON Pro Series Chiswick, Chiswick             | Cemento     | Valentini Grammatikopoulou | 6-1, 7-5           |
| 14. | 10 febbraio 2019  | Open GDF Suez De L'Isere, Grenoble              | Cemento (i) | Harmony Tan                | 6-1, 6-4           |
| 15. | 16 febbraio 2019  | AEGON Pro Series Shrewsbury, Shrewsbury         | Cemento (i) | Yanina Wickmayer           | 5-7, 6-1, 6-4      |
| 16. | 30 marzo 2019     | Open GDF Suez Seine-et-Marne, Croissy-Beaubourg | Cemento (i) | Robin Anderson             | 6-2, 6-3           |
| 17. | 7 aprile 2019     | AEGON Pro Series Bolton, Bolton                 | Cemento (i) | Jodie Anna Burrage         | 6-2, 6-2           |
| 18. | 14 aprile 2019    | Lale Cup, Istanbul                              | Cemento     | Ankita Raina               | 6-4, 6-0           |
| 19. | 1º settembre 2019 | Penza Cup, Penza                                | Cemento     | Kamilla Rachimova          | 6-4, 6-1           |
| 20. | 27 febbraio 2022  | Engie Open de la Ville de Macon, Mâcon          | Cemento (i) | Cristiana Ferrando         | 6-4, 6-3           |
| 21. | 11 settembre 2022 | Santarém Magnesium Ladies Open, Santarém        | Cemento     | Isabella Kruger            | 6-3, 6-2           |
| 22. | 13 luglio 2025    | Corroios Ladies Open, Corroios-Seixal           | Cemento     | Aoi Itō                    | 6-2, 6-3           |

#### Sconfitte (7)
| Torneo $100.000 (0) |
| Torneo $80.000 (0)  |
| Torneo $75.000 (0)  |
| Torneo $60.000 (0)  |
| Torneo $50.000 (2)  |
| Torneo $40.000 (1)  |
| Torneo $25.000 (3)  |
| Torneo $15.000 (0)  |
| Torneo $10.000 (1)  |

| N. | Data              | Torneo                                    | Superficie  | Avversaria in finale | Punteggio        |
| 1. | 15 agosto 2010    | Tatarstan Open, Kazan'                    | Cemento     | Anna Lapuščenkova    | 1–6, 6–2, 6(4)–7 |
| 2. | 23 marzo 2014     | Jolie Ville Golf Women's, Sharm el-Sheikh | Cemento     | Naomi Broady         | 2–6, 0–3, rit.   |
| 3. | 1º giugno 2014    | Moscow Open, Mosca                        | Terra rossa | Anastasyja Vasyl'eva | 5–7, 4–6         |
| 4. | 28 settembre 2014 | Royal Cup NLB Montenegro, Podgorica       | Terra rossa | Andreea Mitu         | 1–6, 4–6         |
| 5. | 24 dicembre 2016  | Ankara Cup, Ankara                        | Cemento (i) | Ivana Jorović        | 4–6, 5–7         |
| 6. | 26 giugno 2022    | Cantanhede Ladies Open, Cantanhede        | Sintetico   | Francisca Jorge      | 5-7, 5-7         |
| 7. | 6 maggio 2023     | Tbilisi Open, Tbilisi                     | Cemento     | Stacey Fung          | 4-6, rit.        |

### Doppio

#### Vittorie (13)
| Torneo $100.000 (3) |
| Torneo $80.000 (0)  |
| Torneo $75.000 (4)  |
| Torneo $60.000 (0)  |
| Torneo $50.000 (1)  |
| Torneo $40.000 (0)  |
| Torneo $25.000 (5)  |
| Torneo $15.000 (0)  |
| Torneo $10.000 (0)  |

| N.  | Data              | Torneo                                    | Superficie  | Compagna             | Avversarie in finale                    | Punteggio         |
| 1.  | 8 agosto 2008     | Moscow Open, Mosca                        | Terra rossa | Marija Kondrat'eva   | Veronika Kapšay Irina Kuzmina           | 6-0, 6-4          |
| 2.  | 23 agosto 2008    | Multisport Cup, Mosca                     | Terra rossa | Eugenija Paškova     | Tadeja Majerič Natalia Ryzhonkova       | 6-0, 6-1          |
| 3.  | 29 marzo 2009     | Moscow Open, Mosca                        | Cemento (i) | Kacjaryna Dzehalevič | Ljudmyla Kičenok Nadežda Kičenok        | 6-1, 6-1          |
| 4.  | 16 aprile 2010    | Soweto Open, Johannesburg                 | Cemento     | Eirini Georgatou     | Marina Eraković Tamarine Tanasugarn     | 6-3, 5-7, [16-14] |
| 5.  | 18 luglio 2010    | Darmstadt Tennis International, Darmstadt | Terra rossa | Laura Siegemund      | Irina-Camelia Begu Yurika Sema          | 4-6, 6-1, [10-4]  |
| 6.  | 20 settembre 2010 | AEGON Pro Series Shrewsbury, Shrewsbury   | Cemento (i) | Irena Pavlović       | Claire Feuerstein Vesna Manasieva       | 4-6, 6-4, [10-6]  |
| 7.  | 3 ottobre 2010    | ITF Women's Circuit Athens, Atene         | Cemento     | İpek Şenoğlu         | Eléni Daniilídou Petra Martić           | w/o               |
| 8.  | 29 luglio 2011    | President's Cup, Astana                   | Cemento     | Galina Voskoboeva    | Akgul Amanmuradova Aleksandra Panova    | 6-3, 6-4          |
| 9.  | 15 novembre 2013  | Al Habtoor Tennis Challenge, Dubai        | Cemento     | Ol'ha Savčuk         | Ljudmyla Kičenok Nadežda Kičenok        | 7-5, 6-1          |
| 10. | 26 luglio 2014    | President's Cup, Astana                   | Cemento     | Margarita Gasparjan  | Michaela Boev Anna-Lena Friedsam        | 6–4, 6-1          |
| 11. | 18 agosto 2014    | Kivenappa Ladies Cup, San Pietroburgo     | Terra rossa | Ilona Kramen'        | Natela Dzalamidze Anastasija Pivovarova | 6–1, 6–3          |
| 12. | 15 novembre 2014  | Al Habtoor Tennis Challenge, Dubai        | Cemento     | Aleksandra Panova    | Ljudmyla Kičenok Ol'ha Savčuk           | 3-6, 6-2, [10-4]  |
| 13. | 14 maggio 2016    | ITF Women's La Marsa, La Marsa            | Terra rossa | Galina Voskoboeva    | Victoria Kan Sabina Sharipova           | 6-3, 1-6, [12-10] |

#### Sconfitte (8)
| Torneo $100.000 (0) |
| Torneo $80.000 (0)  |
| Torneo $75.000 (0)  |
| Torneo $60.000 (1)  |
| Torneo $50.000 (1)  |
| Torneo $40.000 (0)  |
| Torneo $25.000 (5)  |
| Torneo $15.000 (0)  |
| Torneo $10.000 (1)  |

| N. | Data              | Torneo                                                         | Superficie    | Compagna                 | Avversarie in finale                   | Punteggio           |
| 1. | 23 giugno 2007    | Sarajevo Ladies Open, Sarajevo                                 | Terra rossa   | Tamara Stojković         | Vasilisa Davjdova Karolina Jovanović   | 6–1, 0–6, 0–6       |
| 2. | 13 settembre 2008 | Bobo Zander Open Ruse, Ruse                                    | Terra rossa   | Eugenija Paškova         | Aleksandra Panova Ksenija Pervak       | 2–6, 7–6(5), [5–10] |
| 3. | 7 marzo 2009      | Pavlov Cup, Minsk                                              | Sintetico (i) | Eugenija Paškova         | Ima Bohuš Dar'ja Kustova               | 1–6, 6–4, [8–10]    |
| 4. | 6 marzo 2010      | Pavlov Cup, Minsk                                              | Sintetico (i) | Maret Ani                | Elena Bovina Irena Pavlović            | 0–6, 1–6            |
| 5. | 13 agosto 2011    | Tatarstan Open, Kazan'                                         | Cemento       | Aleksandra Panova        | Ekaterina Ivanova Andreja Klepač       | w/o                 |
| 6. | 13 luglio 2024    | Torneo Internacional de Tenis Ciudad de Don Benito, Don Benito | Sintetico     | Isabella Barrera Aguirre | Tamara Kostic Olga Parres Azcoitia     | 6-3, 4-6, [6-10]    |
| 7. | 27 luglio 2024    | President's Cup, Astana                                        | Cemento       | Janel Rüstemova          | Anastasija Gasanova Ekaterina Šalimova | 6(4)-7, 6-2, [7-10] |
| 8. | 16 maggio 2025    | Zagreb Open, Zagabria                                          | Terra rossa   | Lucija Ćirić Bagarić     | Francisca Jorge Matilde Jorge          | 2-6, 0-6            |

## Risultati in progressione
| Sigla | Risultato               |
| ----- | ----------------------- |
| V     | Vincitore               |
| F     | Finalista               |
| SF    | Semifinalista           |
| O     | Oro olimpico            |
| A     | Argento olimpico        |
| SF    | Bronzo olimpico         |
| QF    | Quarti di Finale        |
| 4T    | Quarto turno            |
| 3T    | Terzo turno             |
| 2T    | Secondo turno           |
| 1T    | Primo turno             |
| RR    | Round Robin             |
| LQ    | Turno di qualificazione |
| A     | Assente                 |
| ND    | Non disputato           |

| Legenda superfici    |
| -------------------- |
| Cemento              |
| Terra battuta        |
| Erba                 |
| Superficie variabile |

### Singolare nei tornei del Grande Slam
| Torneo          | 2009 | 2010 | 2011 | 2012 | 2013 | 2014 | 2015 | V--S |
| --------------- | ---- | ---- | ---- | ---- | ---- | ---- | ---- | ---- |
| Australian Open | A    | A    | A    | A    | A    | A    | 1T   | 0-1  |
| Open di Francia | 2T   | A    | A    | A    | A    | A    |      | 1-1  |
| Wimbledon       | A    | A    | 1T   | A    | A    | A    |      | 0-1  |
| US Open         | A    | A    | 1T   | A    | A    | A    |      | 0-1  |
| Totale          | 1-1  | 0-0  | 0-2  | 0-0  | 0-0  | 0-0  | 0-1  | 1-4  |

### Doppio nei tornei del Grande Slam
| Torneo          | 2009 | 2010 | 2011 | 2012 | 2013 | 2014 | 2015 | V--S |
| --------------- | ---- | ---- | ---- | ---- | ---- | ---- | ---- | ---- |
| Australian Open | A    | A    | 1T   | A    | A    | A    | 2T   | 1-2  |
| Open di Francia | A    | A    | 1T   | A    | A    | A    |      | 0-1  |
| Wimbledon       | A    | A    | 1T   | 2T   | A    | A    |      | 1-2  |
| US Open         | A    | 2T   | 2T   | A    | A    | A    |      | 2-2  |
| Totale          | 0-0  | 1-1  | 1-4  | 1-1  | 0-0  | 0-0  | 1-1  | 4-7  |

### Doppio misto nei tornei del Grande Slam
Nessuna partecipazione